# Siscog
A SISCOG é uma empresa de software que fornece sistemas de suporte à decisão para planeamento e gestão de recursos em empresas de transporte, com um foco especial na área ferroviária.

## História
As ideias iniciais para a fundação da SISCOG começaram a ser discutidas em 1982, enquanto João Pavão Martins e Ernesto Morgado eram alunos de doutoramento em Inteligência artificial na Universidade Estadual de Nova York em Buffalo. Estas ideias foram influenciadas pelo sucesso dos primeiros sistemas especialistas comerciais e levaram à constituição da empresa em 1986.
Nos últimos 40 anos, a SISCOG desenvolveu diversos produtos de software que oferecem aos utilizadors diferentes níveis de apoio à decisão. Estes variam desde a validação de todas as restrições pertinentes a um problema e a realização de cálculos úteis enquanto os utilizadores criam o plano (modo manual), até a indicação de direções para alcançar uma solução (modo semiautomático) ou até mesmo alcançar uma solução otimizada por eles mesmos (modo automático). Esses produtos usam uma combinação de inteligência artificial e tecnologias de otimização de pesquisa operacional para produzir soluções que tentam atender às necessidades do cliente.
A SISCOG implementou os seus sistemas de apoio à decisão em empresas como os caminhos-de-ferro do Canadá, os caminhos-de-ferro dos Países Baixos, os caminhos-de-ferro da Finlândia, os caminhos-de-ferro da Noruega, os caminhos-de-ferro da Dinamarca, a DSB S-Tog (Copenhagen Suburban Trains), o Metro de Londres e o Metro de Lisboa .
Os produtos da SISCOG foram premiados em 1997, 2003 e 2012 com o "Prémio de Aplicação Inovadora", concedido pela Associação para o Avanço da Inteligência Artificial (AAAI), e foram laureados com o prémio Computerworld Honor em 2006. Em 2015, a Conferência sobre Sistemas Avançados em Transportes Públicos (Conference on Advanced Systems in Public Transport - CASPT) reconheceu um artigo conjunto da SISCOG e da Netherlands Railways intitulado "Programação de tripulação de segurança na Netherlands Railways" com o "Prémio de Melhor Artigo de Prática".

## Produtos de software
A SISCOG oferece um conjunto de produtos integrados, cada um composto por vários módulos integrados. Estes módulos abordam todo o ciclo de programação e gestão de recursos em empresas de transporte e são totalmente personalizáveis à realidade e às necessidades de cada empresa.
ONTIME é um produto que cria cronogramas detalhados, desde os anuais até ajustes diários, devido a feriados especiais, eventos de grande escala e trabalhos de engenharia ferroviária. O ONTIME cria e gera a alocação de dois recursos importantes para as viagens da empresa: espaço (rotas, linhas e vias ferroviárias, rotas e corredores aéreos, etc.) e tempo (horários de partida e chegada de todos os trechos da viagem).
FLEET é um produto para agendamento e gestão de veículos. Cria agendas otimizadas de veículos, considerando o número esperado de passageiros, as especificações da frota e as restrições operacionais. O FLEET produz planos cíclicos de longo prazo, calendários de planos de curto prazo, lida com a manutenção programada dos veículos e fornece suporte à decisão durante a operação diária.
CREWS é um produto para agendamento e gestão do trabalho do pessoal. O CREWS otimiza o uso tanto da tripulação (maquinistas, guardas, condutores, equipa de restauração, etc.), como do pessoal local (estação, central de atendimento, equipa do pátio ferroviário, etc.). O CREWS produz escalas cíclicas de longo prazo (tarefas e escalas), bem como escalas de calendário de curto prazo, tendo em consideração dias especiais de operação e as programações e preferências individuais do pessoal. Lida com vários tipos de contas de tempo de trabalho individuais, fornece inspeção individual do trabalho e fornece interfaces padrão para sistemas de folha de pagamento e gestão de Recursos Humanos.